# Balala formosana
Balala formosana är en insektsart som beskrevs av Kato 1928. Balala formosana ingår i släktet Balala och familjen dvärgstritar. Inga underarter finns listade i Catalogue of Life.